# Via Portuense
Via Portuense (en llatí Via Portuensis) va ser una via romana que portava de Roma a Portus Trajani, el nou port de la ciutat de Roma construït a la riba dreta del Tíber a uns tres km més amunt d'Òstia. la via només podia haver pres aquest nom després de la construcció del port i de la població que es va formar al seu entorn, Portus Ostiensis o Portus Urbis o Portus Romae.
Sortia de la Porta Portuensis a la Muralla Aureliana i seguia per la riba dreta del riu Tíber desviant-se molt poc, només per tallar els meandres del riu. Portus Trajani era a 30 km de Roma segons l'Itinerari d'Antoní, però la realitat és que eren 26 km. Des Portus Trajani la via seguia encara a Fregenae, a uns 15 km, i a Alsium, uns altres 15 km, on trobava la Via Aurèlia, explica l'Itinerari d'Antoní.